# Puccinia oahuensis
Puccinia oahuensis är en svampart som beskrevs av Ellis & Everh. 1895. Puccinia oahuensis ingår i släktet Puccinia och familjen Pucciniaceae.   Inga underarter finns listade i Catalogue of Life.